# Mateo Crawley-Boevey y Murga
Mateo Crawley-Boevey y Murga (Tingo, 18 de noviembre de 1875-Valparaíso, 4 de mayo de 1960) fue un sacerdote de la Congregación de los Sagrados Corazones.

## Biografía
Nació en Tingo, Perú, hijo de padre inglés y madre peruana. Cuando tenía dos años la familia se trasladó a Inglaterra. Con 8 años, la familia regresó a Perú pero luego emigraron a Valparaíso, Chile. Allí se educó en el colegio de la Congregación de los Sagrados Corazones, donde ingresaría como novicio en 1891. Fue ordenado sacerdote en la Catedral de Santiago de Chile en 1898.
En 1906 tuvo lugar un terremoto que destruyó la ciudad de Valparaíso casi por completo. Mateo se entregó a la ayuda a los desfavorecidos, terminando en un estado de profundo agotamiento. El provincial, por consejo del médico, le dio unas vacaciones y Mateo se trasladó a Paray-le-Monial, Francia, donde santa Margarita María Alacoque dijo que se le había aparecido el Sagrado Corazón de Jesús. Allí se consagró al Sagrado Corazón y se propuso la divulgación de las devociones de las de la Hora Santa, la consagración de las familias al Sagrado Corazón, la práctica renovada de los primeros viernes, la adoración nocturna y cuanto se refiere a la devoción al Corazón de Jesús.
Regresó a Chile, donde publicó muchos folletos y libros religiosos. Fundó un secretariado y fue por las casas pidiendo la entronización del Sagrado Corazón de Jesús en los hogares. Posteriormente, fomentó la entronización en escuelas, colegios, fábricas, hospitales, oficinas e imprentas. Los obispos de Chile publicaron una carta en abril de 1913 recomendando la entronización y pidieron al papa san Pío X que otorgase indulgencias para dicha práctica. El papa concedió lo que pedían a Chile y su sucesor, Benedicto XV, extendió las indulgencias al mundo entero.
Se fue a predicar a Perú, Uruguay y Argentina. En 1914 se trasladó a Francia. De Francia se trasladó a España, donde fundó treinta y ocho centros de la entronización. Logró entusiasmar al nuncio, al arzobispo de Toledo y al cardenal arzobispo de Sevilla. Regresó a Francia y se trasladó luego a Suiza, Austria, Holanda e Italia.
En 1919 regresó a España, donde recorrió la costa mediterránea, País Vasco, Cantabria y Andalucía. Fue promotor de la Consagración de España al Sagrado Corazón de Jesús que tuvo lugar en el Cerro de los Ángeles de Getafe por el rey Alfonso XIII el 30 de mayo.
Una semana después de la consagración, Alfonso XIII recibió en audiencia a este sacerdote. Según declaró Crawley, el rey le dijo que una delegación de la masonería internacional le había amenazado con que, si no aprobaba cuatro medidas anticatólicas, le harían abdicar. Estas medidas eran: su adhesión a la masonería, decretar que España sería un Estado laico, la reforma de la familia y el divorcio y la instrucción pública laica.
En Asia, predicó en China, Japón, India, Indochina, Corea y Filipinas.
Desde 1913 hasta 1960 predicó en veintiocho países.
El papa Benedicto XV le envió una carta autógrafa. El papa Pío XI le concedió cinco audiencias y le envió otra carta autógrafa.